# Pfarrkirchen im Mühlkreis
Pfarrkirchen im Mühlkreis är en ort och kommun i Österrike. Den ligger i distriktet Rohrbach i förbundslandet Oberösterreich, 190 kilometer väster om huvudstaden Wien. 
Kommunen består av 32 orter (Ortschaften) (inom parentes invånarantal 1 januari 2024):

- Albernberg (21)
- Altenhof (205)
- Amesedt (68)
- Atzgersdorf (21)
- Berg bei Hamet (5)
- Eilmannsberg (19)
- Erdmannsdorf (20)
- Falkenhof (22)
- Grettenbach (125)
- Hamet (58)
- Hinterleithen (7)
- Hochhaus (17)
- Irnezedt (6)
- Karlsbach (59)
- Konzing (22)
- Mühlholz (25)
- Niederranna (0)
- Pernerstorf (61)
- Pfarrkirchen im Mühlkreis (267)
- Pollmannsdorf (66)
- Ratzesberg (15)
- Scharten (9)
- Schlag (30)
- Unholnedt (15)
- Vatersreith (72)
- Waldhäusl (11)
- Weberschlag (26)
- Wehrbach (76)
- Wernersdorf (18)
- Wurzwoll (13)
- Zanklbach (7)
- Zinöck (9)